# Mancomunidad de Aguas del Ayuela
La Mancomunidad de Aguas del Ayuela es una Mancomunidad dedicada a la gestión del ciclo del agua de los siguientes municipios de la provincia de Cáceres: Arroyomolinos, Alcuéscar, Aldea del Cano, Montánchez, Albalá y Casas de Don Antonio.
El abastecimiento de agua potable se lleva a cabo a través del embalse de Alcuéscar, situado en el curso alto del río Ayuela.
Desde el 1 de octubre de 2015 está gestionada por la empresa Ambling.